# Đại học Arkansas
Đại học Arkansas (thường được gọi tắt U of A, UARK, hoặc UA) là một đại học công lập ở Fayetteville, Arkansas, Hoa Kỳ. Đó là cơ sở chính của Hệ thống Đại học Arkansas bao gồm sáu trường chính trong tiểu bang - Đại học Arkansas, Little Rock, Đại học Arkansas ở Monticello, Đại học Arkansas ở Pine Bluff, Đại học Arkansas tại Fort Smith, và Đại học Y khoa Arkansas. Hơn 26.000 sinh viên đang theo học tại hơn 188 chương trình đại học, sau đại học, và các chương trình chuyên nghiệp. Trường được Carnegie Foundation phân loại là một trường đại học nghiên cứu với các hoạt động nghiên cứu rất cao. Được thành lập với tên gọi Đại học Công nghiệp Arkansas vào năm 1871, tên hiện tại của trường đã được thông qua vào năm 1899 và các lớp học đầu tiên được tổ chức vào ngày 22 tháng 1, năm 1872. Trường nổi bật với các lĩnh vực có thế mạnh gồm ngành kiến trúc, nông nghiệp (đặc biệt là khoa học động vật và khoa học gia cầm), kinh doanh, rối loạn giao tiếp, viết văn, lịch sử, luật pháp, và các chương trình nghiên cứu Trung Đông.